# Gran Assemblea Nacional de Turquia
La Gran Assemblea Nacional de Turquia (en sigles GANT; turc Türkiye Büyük Millet Meclisi, TBMM) és el parlament unicameral de Turquia, que és l'únic òrgan amb prerrogatives legislatives atorgades per la Constitució turca. Va ser fundat a Ankara el 23 d'abril de 1920, enmig de la Guerra d'Independència Turca. El parlament va ser fonamental en els esforços de Mustafa Kemal Atatürk per fundar un nou estat de les restes de l'Imperi Otomà després de la Primera Guerra Mundial.

## Composició
Té 600 membres que són elegits per un mandat de cinc anys per la regla D'Hondt, un sistema de representació de llistes proporcionals per a 85 districtes electorals que representen les 81 províncies administratives de Turquia (Istanbul està dividit en tres districtes electorals mentre que Ankara i Izmir es divideixen en dos cadascun per la seva gran població). Per evitar un parlament sense majoria i amb excessiva fragmentació política, només els partits que obtinguin almenys el 10% dels vots emesos a nivell nacional a les eleccions legislatives parlamentària tenen dret de representació en el parlament. Com a resultat d'aquest llindar, només dos partits van ser capaços d'obtenir aquest dret durant les eleccions legislatives turques de 2002 i tres a les eleccions de 2007. Hi poden participar candidats independents, però han d'obtenir almenys el 10% dels vots a la seva circumscripció per ser elegits. Aquest alt llindar ha estat criticat internacionalment, però una denúncia davant la Cort Europea de Drets Humans va ser rebutjada.

## L'edifici de l'Assemblea
L'edifici que va albergar per primer cop l'Assemblea turca fou la seu d'Ankara del Comitè Unió i Progrés, el partit polític que va enderrocar el sultà Abdul Hamid II el 1909 en un esforç per portar la democràcia a l'Imperi Otomà. Actualment és utilitzat com a local del Museu de la Guerra de d'Alliberament (Kurtuluş Savaşı Müzesi). El segon edifici que allotjava el Parlament també ha estat convertit en un museu, el Museu de la República (Cumhuriyet Müzesi). La Gran Assemblea Nacional es troba ara en un modern i imponent edifici al barri Bakanlıklar d'Ankara.

## Història
Ja des de l'inici, la GANT ha sigut una institució política molt important. Quan es va constituir la Gran Assemblea Nacional de Turquia (l'abril de 1920), una part dels representants van ser elegits mentre que altres van ser nomenats per governadors provincials. La Guerra d'independència turca va ser conduïda per la GANT, que era unànime contra la invasió. Amb la victòria de la guerra i la signatura del Tractat de Pau de Lausanne feta l'estiu de 1923, es convocaren les primeres eleccions. La primera elecció al GANT fou guanyat per un sol partit: el Partit del Poble. Poc després, la GANT declarà la república.
El 1924 s'adoptà la primera constitució turca. S'establia amb aquesta norma jurídica un sistema parlamentari de partit únic. Entre 1923 i 1946, el partit únic va governar Turquia, amb eleccions cada quatre anys. Els censos, els comicis i el ritual de les eleccions fou criticat posteriorment.
El sistema parlamentari es caracteritzava per la falta de mesures de control sobre el govern turc i la majoria parlamentària. El sistema electoral estava dissenyat de manera que sobrerepresentava la majoria electoral sense respectar la voluntat de la minoria, caracteritzar perquè el guanyador s'ho queda tot i els districtes electorals tenien més d'un membre.
La fi del període de partit únic va ser donat pels membres del Partit del Poble que eren notables locals que van esdevenir crítics amb el sistema. Açò donà lloc a un sistema multipartidista.
El 1960 hi hagué una intervenció militar que donà lloc a una nova constitució el 1961. La intervenció militar es va donar per "la situació de punt mort parlamentari i al seu fracàs a l'hora de donar respostes a les qüestions més urgents". Els militars elegiren l'assemblea constituent el 1960. Aquesta nova constitució modificà el sistema electoral i les mesures de control del govern i el parlament. Des de 1961, els districtes múltiples han sigut conservats i la representació proporcional va substituir a la representació majoritària. També, amb cada elecció celebrada des d'aquesta data han canviat detalls del sistema electoral.
El 1980 hi hagué una altra intervenció militar que donà lloc a una nova constitució el 1982. Els motius foren iguals al de l'anterior. Aquesta constitució també modificà el sistema electoral i les mesures de control del govern i el parlament. El canvi més gran provocat per la Constitució de 1982 va ser el sistema parlamentari unicameral amb 550 diputats. Es va introduir una barrera electoral del 10% a nivell nacional i una barrera per al districte. La barrera electoral per al districte va ser declarada inconstitucional el 1995 per afectar negativament a la representativitat. La Constitució de 1982 ha sofert molts canvis, especialment les "lleis d'integració", que s'han introduït en el marc del procés d'adhesió a la Unió Europea i que han comportat una evolució fonamental.
El 1983 es van celebrar noves eleccions després de poder-se celebrar-les per impediment dels militars colpistes que estaben restaurant les polítiques civils durant tres anys. Les guanyà el Partit Mare Terra, que dirigí el país durant dos legislatures (1983-1991). Des de la seua derrota, el país ha viscut un vot molt dividit que ha portat a governs en coalició de variada duració.
Després del referèndum constitucional de Turquia de 2017, les primeres eleccions generals de l'Assemblea es realitzarien sota un sistema presidencial, amb un president executiu amb el poder de renovar les eleccions per a l'Assemblea. La nova Assemblea augmentaria el nombre de diputats de 550 a 600.

## Llista de presidents de l'Assemblea
|                         | Imatge                   | Nom                       | Nomenament             | Cessament              | Partit                                     |
| Gran Assemblea Nacional |                          |                           |                        |                        |                                            |
| 1                       | Atatürk                  | Mustafa Kemal Atatürk     | 24 d'abril de 1920     | 29 d'octubre de 1923   | Partit Republicà del Poble                 |
| 2                       | Ali Fethi Okyar          | Ali Fethi Okyar           | 1 de novembre de 1923  | 22 de novembre de 1924 | Partit Republicà del Poble                 |
| 3                       | Kazım Özalp              | Kazım Özalp               | 26 de novembre de 1924 | 1 de març de 1935      | Partit Republicà del Poble                 |
| 4                       | Mustafa Abdülhalik Renda | Mustafa Abdülhalik Renda  | 1 de març de 1935      | 5 d'agost de 1946      | Partit Republicà del Poble                 |
| 5                       | Musa Kâzım Karabekir     | Musa Kâzım Karabekir      | 5 d'agost de 1946      | 26 de gener de 1948    | Partit Republicà del Poble                 |
| 6                       | Ali Fuat Cebesoy         | Ali Fuat Cebesoy          | 30 de gener de 1948    | 1 de novembre de 1948  | Partit Republicà del Poble                 |
| 7                       | Şükrü Saracoğlu          | Şükrü Saracoğlu           | 1 de novembre de 1948  | 22 de maig de 1950     | Partit Republicà del Poble                 |
| 8                       | Refik Koraltan           | Refik Koraltan            | 22 de maig de 1950     | 27 de maig de 1960     | Partit Demòcrata                           |
| Cambra de Representants |                          |                           |                        |                        |                                            |
| 9                       | Kazım Orbay              | Kazım Orbay               | 9 de gener de 1961     | 26 d'octubre de 1961   | Sense partit                               |
| Assemblea Nacional      |                          |                           |                        |                        |                                            |
| 10                      | Fuat Sirmen              | Fuat Sirmen               | 1 de novembre de 1961  | 10 d'octubre de 1965   | Partit Republicà del Poble                 |
| 11                      |                          | Ferruh Bozbeyli           | 22 d'octubre de 1965   | 1 de novembre de 1970  | Partit de la Justícia                      |
| 12                      |                          | Sabit Osman Avcı          | 26 de novembre de 1970 | 14 d'octubre de 1973   | Partit de la Justícia                      |
| 13                      |                          | Kemal Güven               | 18 de desembre de 1973 | 5 de juny de 1977      |                                            |
| 14                      |                          | Cahit Karakaş             | 17 de novembre de 1977 | 12 de setembre de 1980 | Partit Republicà del Poble                 |
| Assemblea Consultiva    |                          |                           |                        |                        |                                            |
| 15                      |                          | Sadi Irmak                | 27 d'octubre de 1981   | 4 de desembre de 1983  | Sense partit                               |
| Gran Assemblea Nacional |                          |                           |                        |                        |                                            |
| 16                      |                          | Necmettin Karaduman       | 4 de desembre de 1983  | 29 de novembre de 1987 | Partit de la Mare Pàtria                   |
| 17                      | Yıldırım Akbulut         | Yıldırım Akbulut (1r cop) | 24 de desembre de 1987 | 9 de novembre de 1989  | Partit de la Mare Pàtria                   |
| 18                      |                          | İsmet Kaya Erdem          | 21 de novembre de 1989 | 20 d'octubre de 1991   | Partit de la Mare Pàtria                   |
| 19                      |                          | Hüsamettin Cindoruk       | 16 de novembre de 1991 | 1 d'octubre de 1995    | Partit de la Recta Via                     |
| 20                      | İsmet Sezgin             | İsmet Sezgin              | 18 d'octubre de 1995   | 24 de desembre de 1995 | Partit de la Recta Via                     |
| 21                      |                          | Mustafa Kalemli           | 25 de gener de 1996    | 30 de setembre de 1997 | Partit de la Mare Pàtria                   |
| 22                      | Hikmet Çetin             | Hikmet Çetin              | 16 d'octubre de 1997   | 18 d'abril de 1999     | Partit Republicà del Poble                 |
| 23                      | Yıldırım Akbulut         | Yıldırım Akbulut (2n cop) | 20 de maig de 1999     | 30 de setembre de 2000 | Partit de la Mare Pàtria                   |
| 24                      |                          | Ömer İzgi                 | 18 d'octubre de 2000   | 3 de novembre de 2002  | Partit del Moviment Nacional               |
| 25                      | Bülent Arınç             | Bülent Arınç              | 19 de novembre de 2002 | 22 de juliol de 2007   | Partit de la Justícia i el Desenvolupament |
| 26                      | Köksal Toptan            | Köksal Toptan             | 09 d'agost de 2007     | 09 d'agost de 2009     | Partit de la Justícia i el Desenvolupament |
| 27                      | Mehmet Ali Şahin         | Mehmet Ali Şahin          | 09 d'agost de 2009     | 12 juny de 2011        | Partit de la Justícia i el Desenvolupament |
| 28                      | Cemil Çiçek              | Cemil Çiçek               | 04 de juliol de 2011   | 07 de juny de 2015     | Partit de la Justícia i el Desenvolupament |
| 29                      | İsmet Yılmaz             | İsmet Yılmaz              | 1 de juliol de 2015    | 1 de novembre de 2015  | Partit de la Justícia i el Desenvolupament |
| 30                      | İsmail Kahraman          | İsmail Kahraman           | 22 de novembre de 2015 | present                | Partit de la Justícia i el Desenvolupament |

| Clau: | CHP | DP | AP | ANAP | DYP | MHP | AKP | Sense partit |